# Minuartia arctica
Minuartia arctica är en nejlikväxtart som först beskrevs av John Stevenson och Nicolas Charles Seringe, och fick sitt nu gällande namn av Aschers. och Graebn. Minuartia arctica ingår i släktet nörlar, och familjen nejlikväxter. Utöver nominatformen finns också underarten M. a. rebunensis.

## Bildgalleri

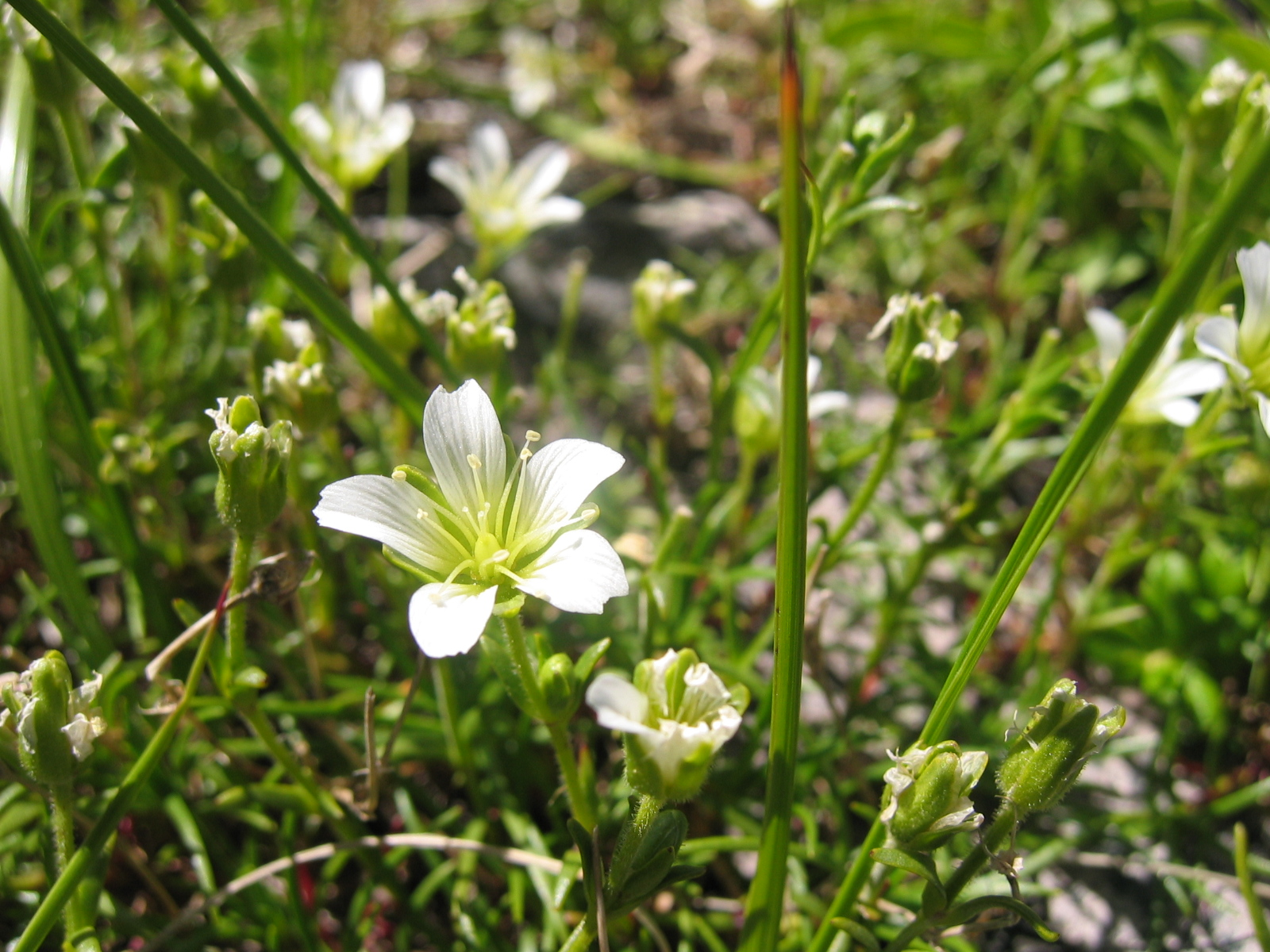
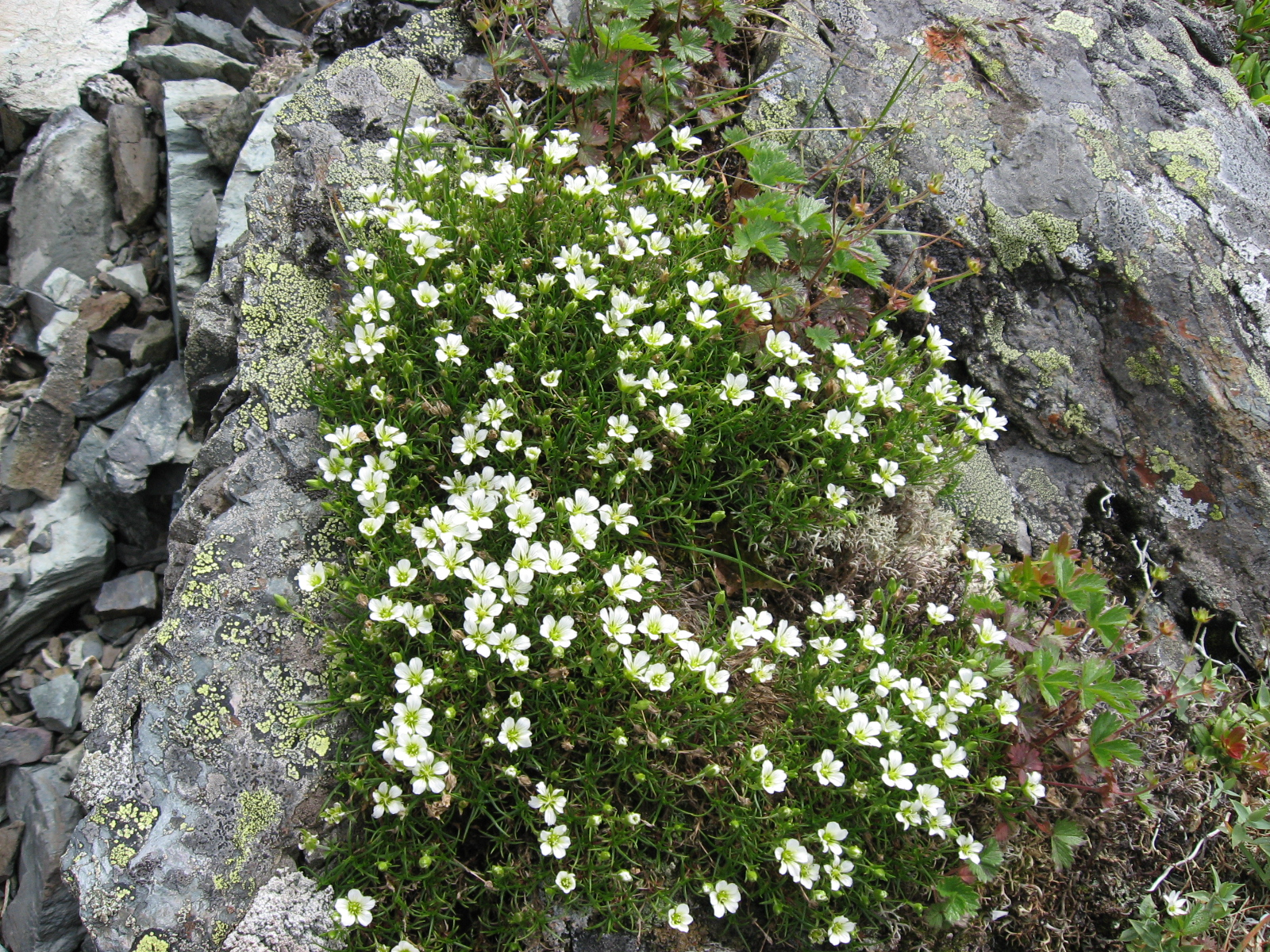
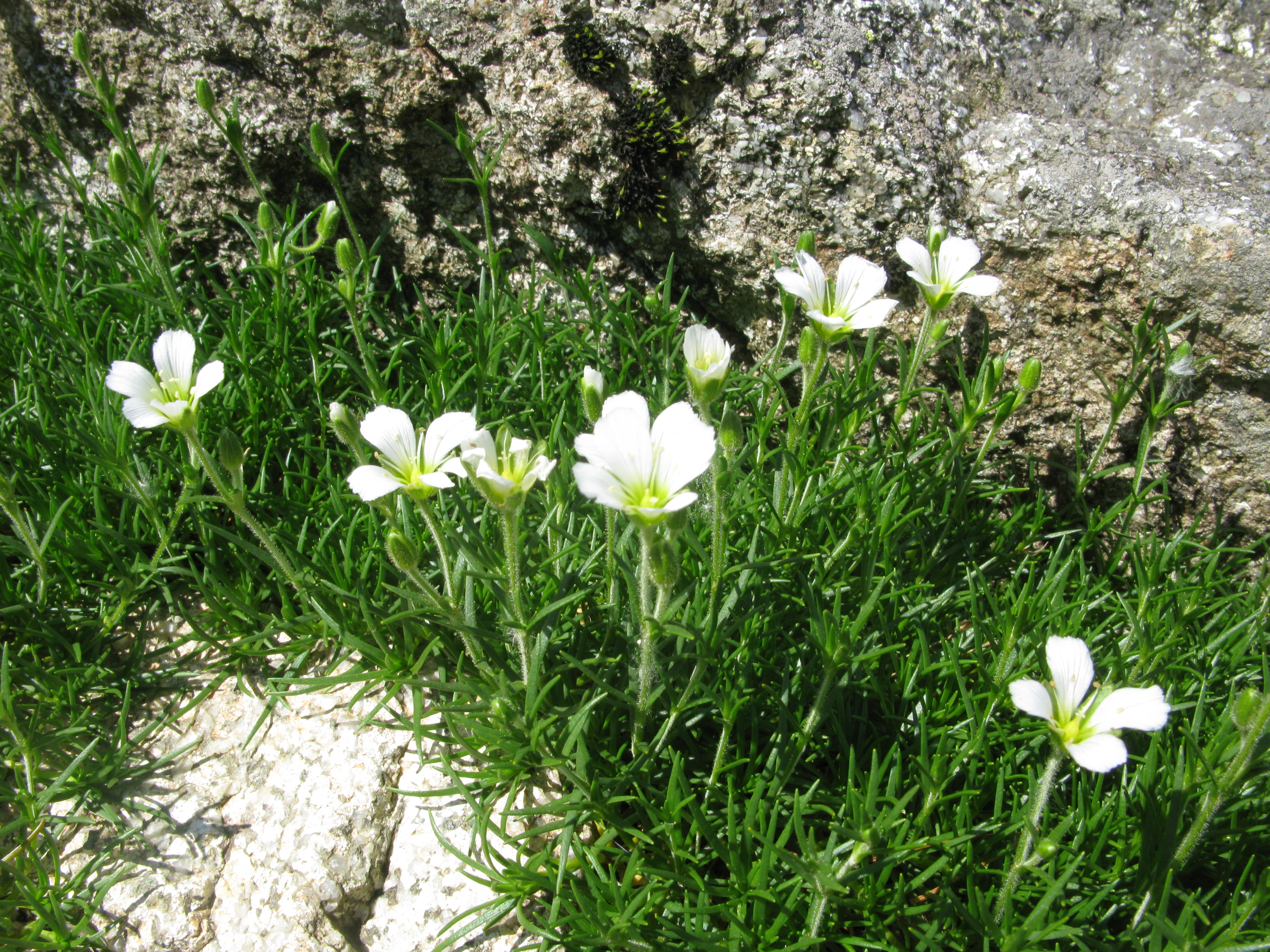
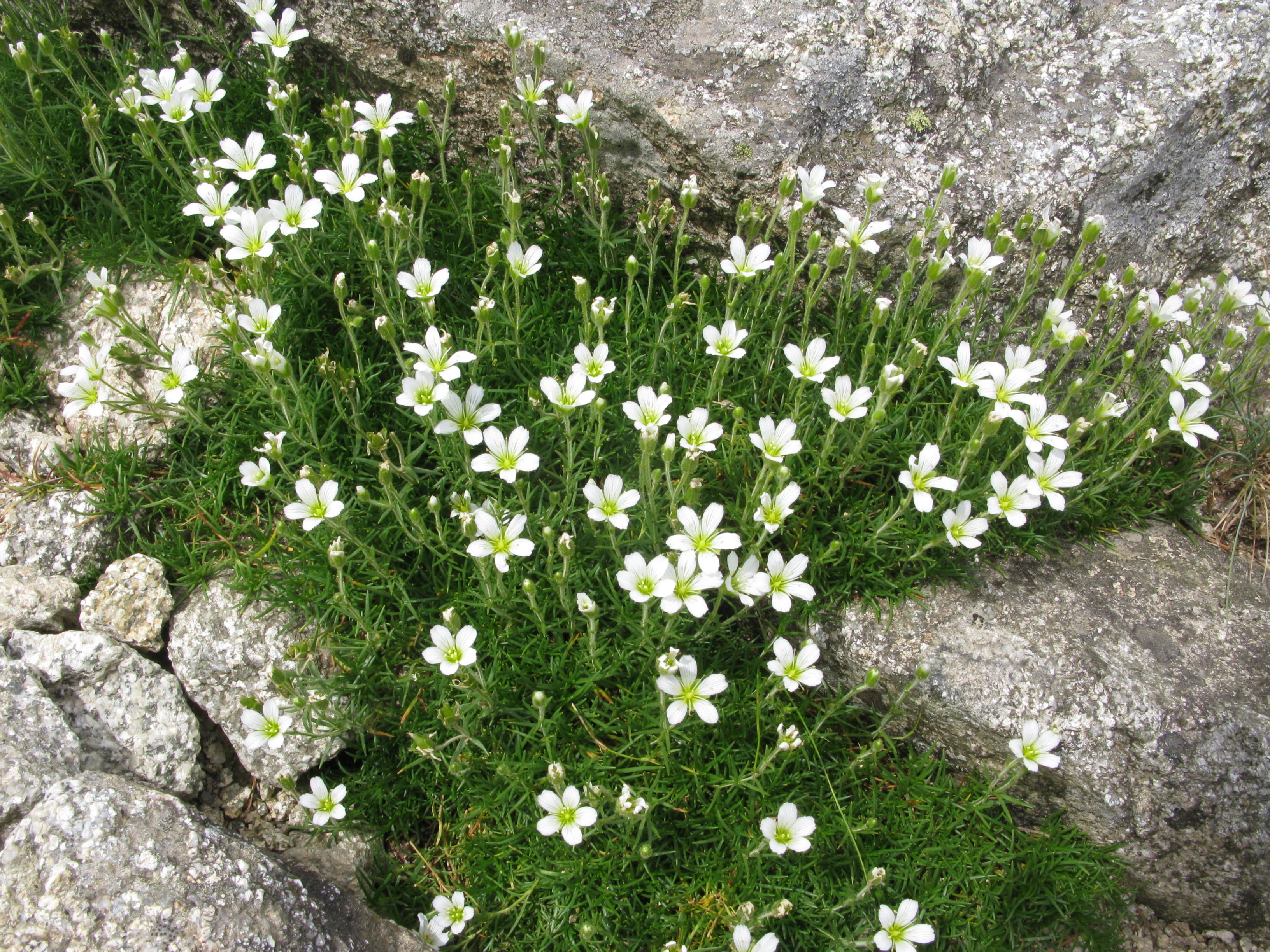
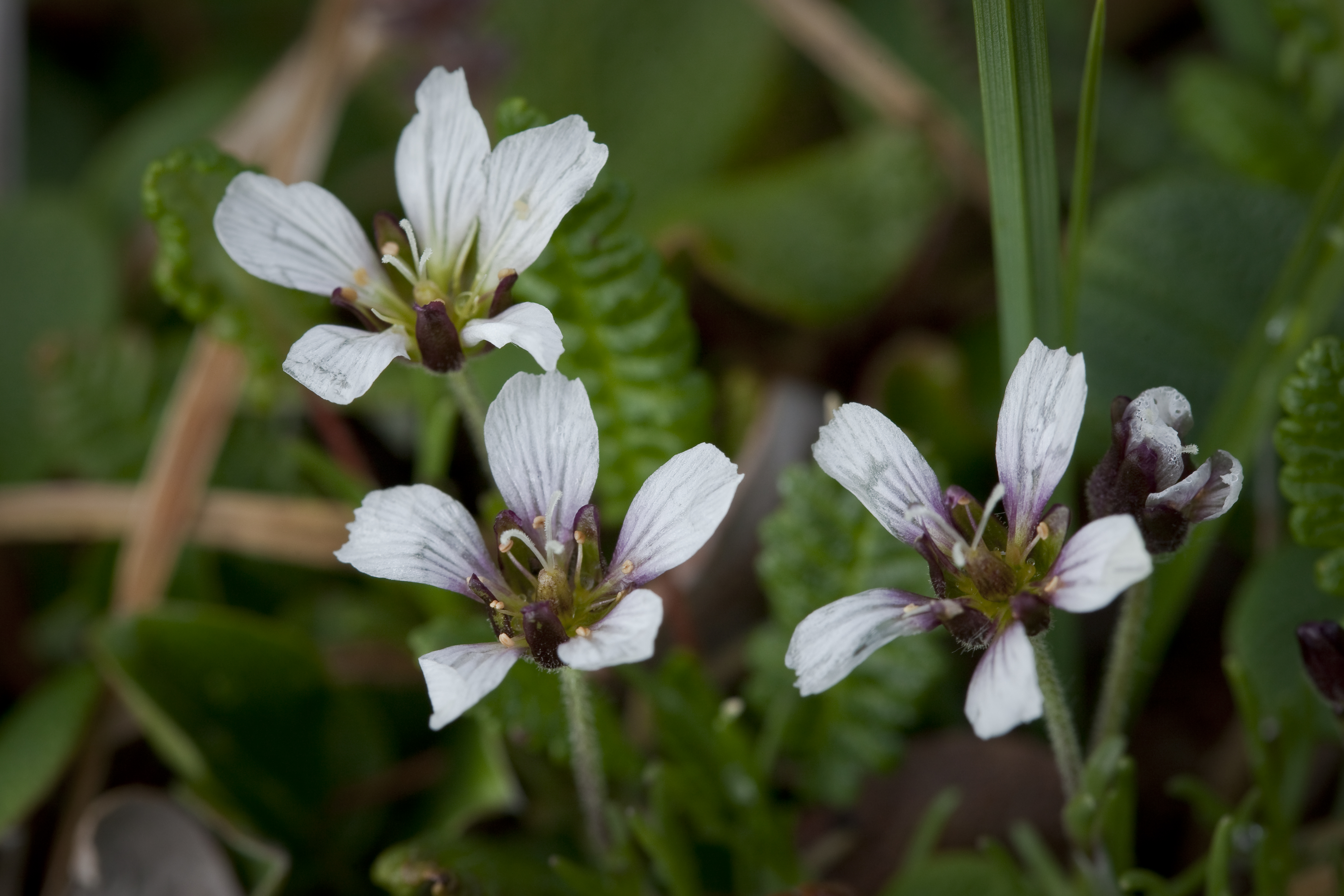